# Mårbacka
Mårbacka je panské sídlo ve vesnici Östra Ämtervik, 10 km od samosprávné obce (švédsky kommun) Sunne v kraji Värmland, 370 km od Stockholmu a 290 km od Göteborgu. Je to místo, kde se narodila, vyrůstala a také zemřela první žena, která obdržela Nobelovu cenu za literaturu – spisovatelka Selma Lagerlöfová. Budova sídla a jeho okolí byla uchovávána jako pamětní muzeum na počest její literární kariéry. Mårbacka je zapsaná v seznamu památkově chráněných budov ve Švédsku.

## Historie
Původní farmu vlastnil od roku 1720 Olof Morell, farář v Ämterviku. Následně postupně přešla na další dva nástupce. Hlavní budova statku byla postavena v roce 1796. Do majetku rodiny Lagerlöfových se statek dostal dědictvím v roce 1801. Dne 20. listopadu 1858 se zde narodila Selma Lagerlöfová. Na statku strávila své mládí a ve svých 23 letech odešla studovat do Stockholmu. Po otcově smrti v roce 1885 převzal nemovitosti jeho syn Johan, který se však dostal do finančních problémů a v roce 1887 se rodina musela odstěhovat. Majetek byl nejprve prodán příbuznému, ale v roce 1889 rodina o statek přišla. Johan, bratr Selmy, se poté přestěhoval do Spojených států. 
V roce 1907 se Selmě Lagerlöfové podařilo odkoupit hlavní budovu a později, v roce 1910, odkoupila i zbývající majetek (pozemky), když obdržela finanční prostředky za Nobelovu cenu, udělenou jí v roce 1909.
V letech 1921–1923 nechala hlavní budovu zásadně přestavět podle návrhu architekta Isaka Gustafa Clasona (1893–1964). Z původního vzhledu jejího dětského domova mnoho nezůstalo. Původní červeně vymalovaný dům byl rozšířen východním směrem, bylo přistaveno nové horní patro a půda. Klasické hlavní průčelí završilo přeměnu v honosné panské sídlo. Ve 30. letech 20. století panství zahrnovalo i 56 ha orné půdy a 81 ha lesa.
Od roku 1942, dva roky po smrti Selmy Lagerlöfové, funguje sídlo jako památník a je představován veřejnosti.

## Současnost
Selma Lagerlöfová ve své závěti napsala, že panství má být zachováno a zpřístupněno veřejnosti ve stavu, v jakém se nacházelo v době její smrti. Mårbacka je vlastněna a spravována nadací. Památník je veřejnosti otevřen během léta a ve vybrané dny po zbytek roku. Za poplatek mohou návštěvníci absolvovat prohlídku obytného domu s průvodcem. K hlavní budově přiléhá zahrada, kavárna a prodej knih a upomínkových předmětů. V hospodářských budovách je uspořádána vzpomínková výstava věnovaná životu a dílu Selmy Lagerlöfové.

## Galerie

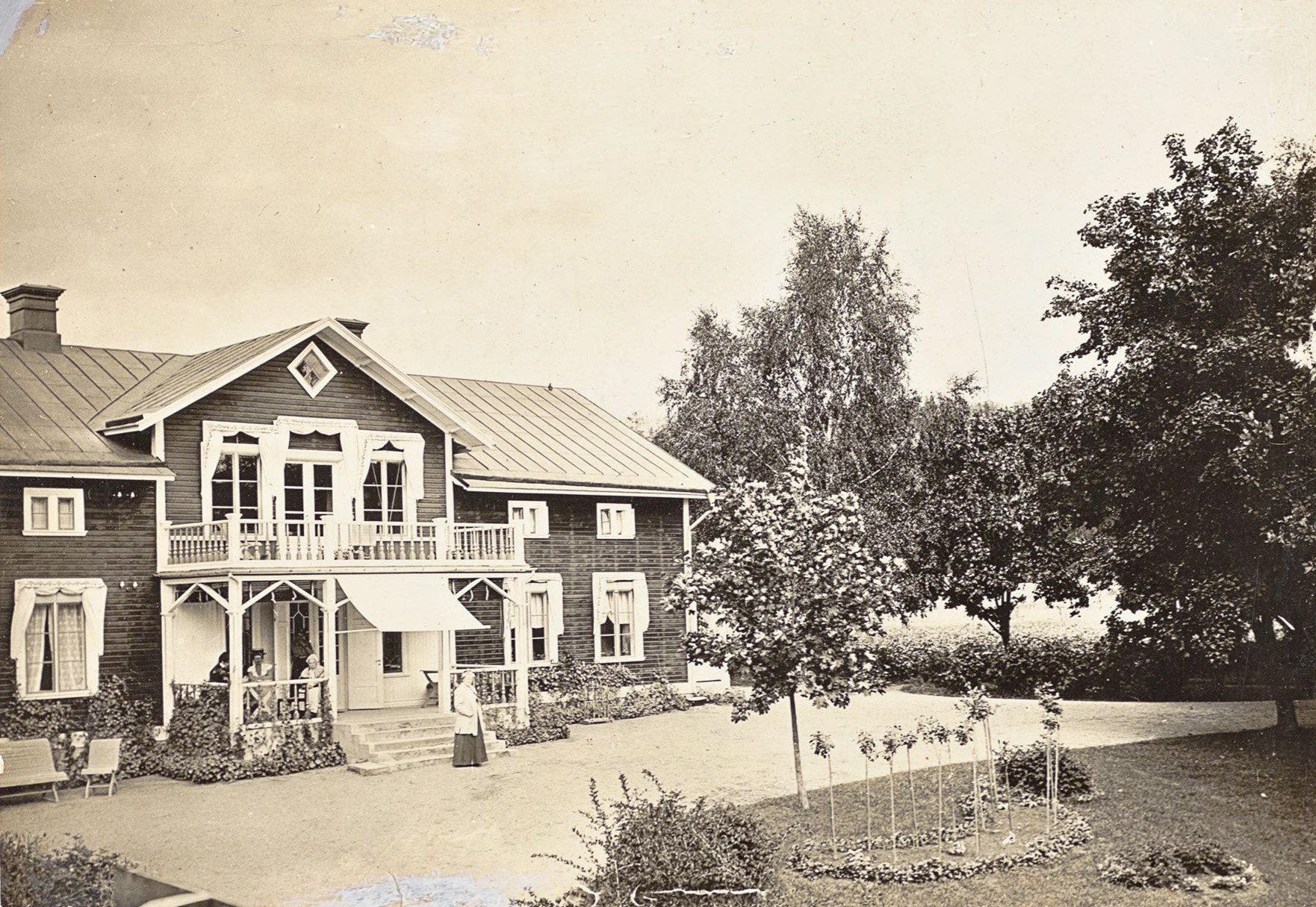
Hlavní budova v roce 1912 (před rekonstrukcí)
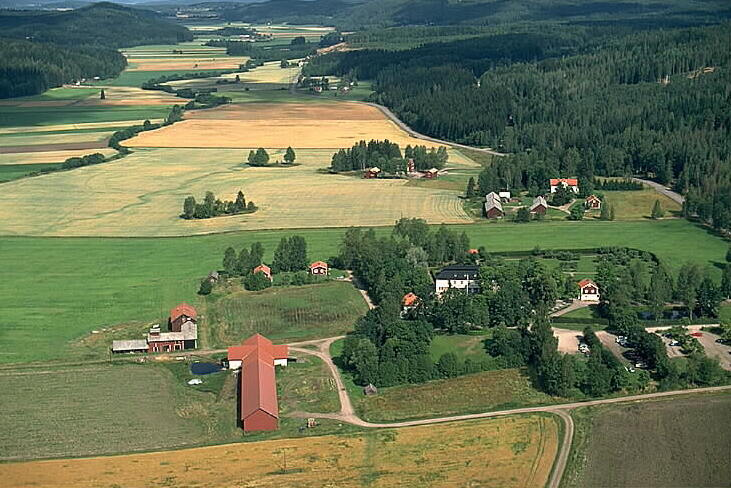
Pohled z ptačí perspektivy
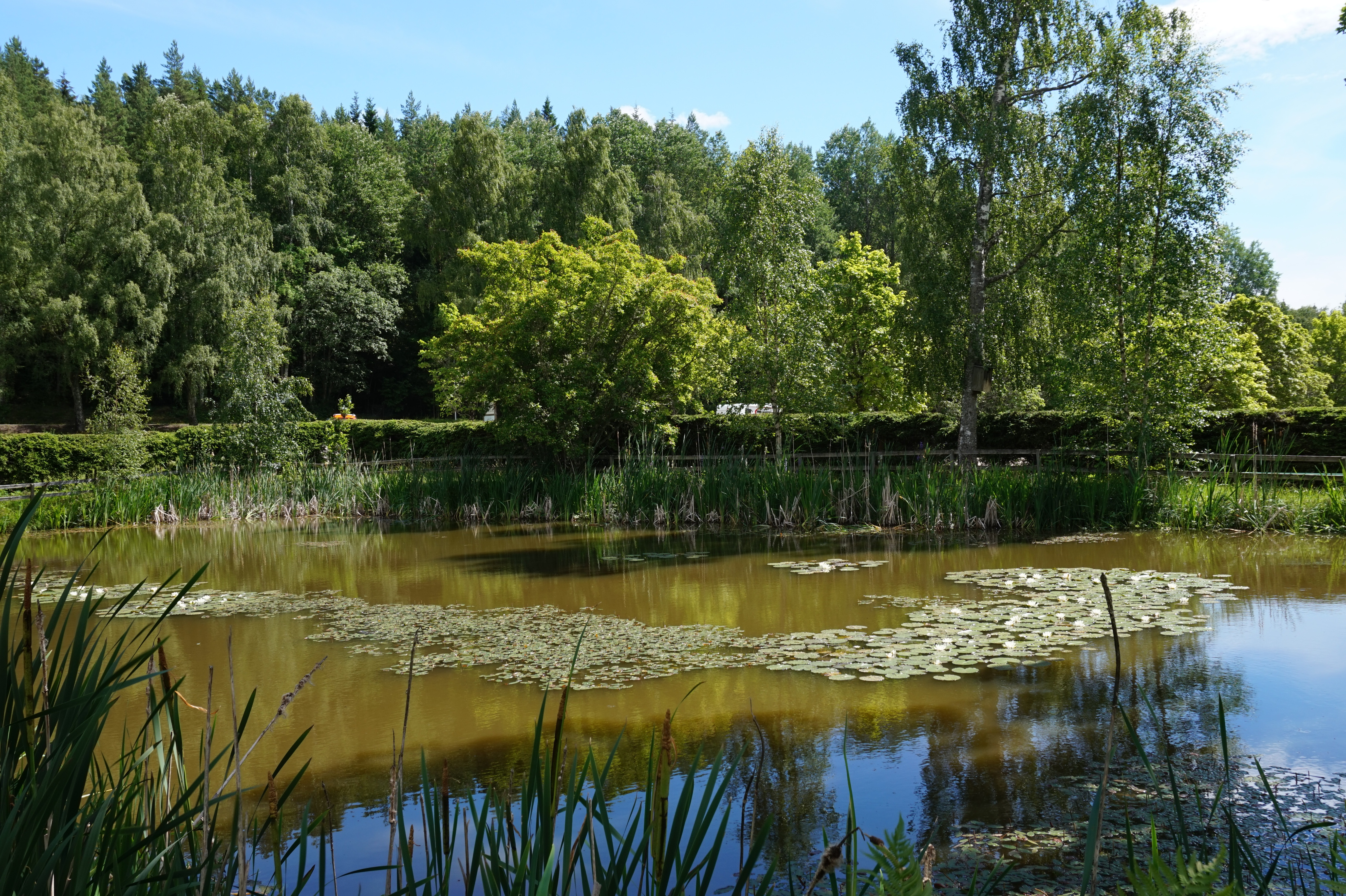
Rybník
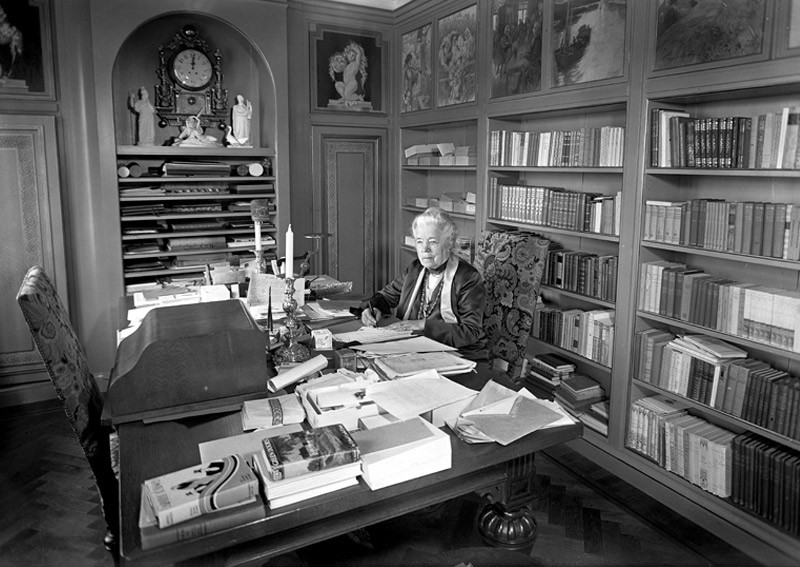
Selma Lagerlöfová ve své pracovně
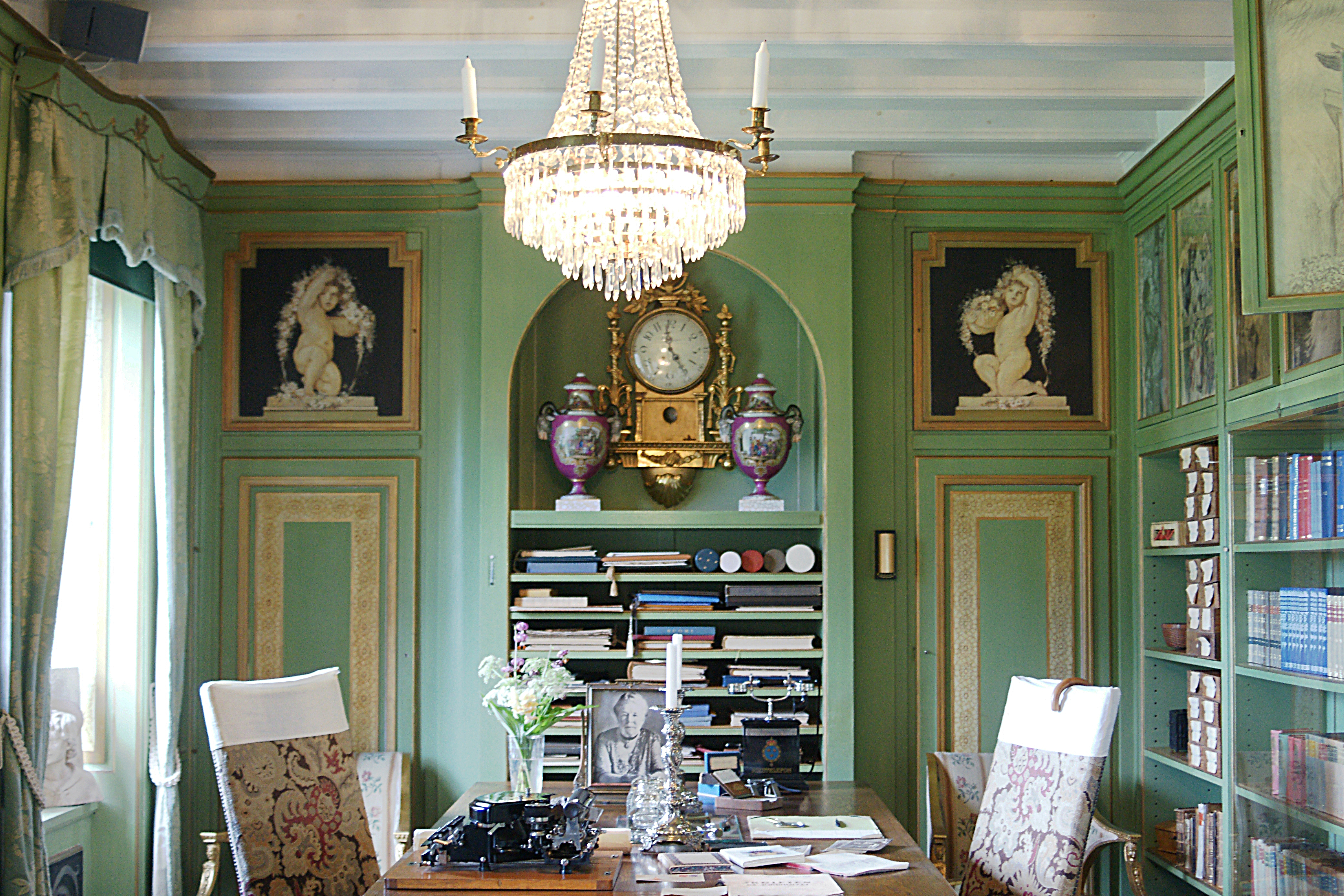
Pracovna spisovatelky
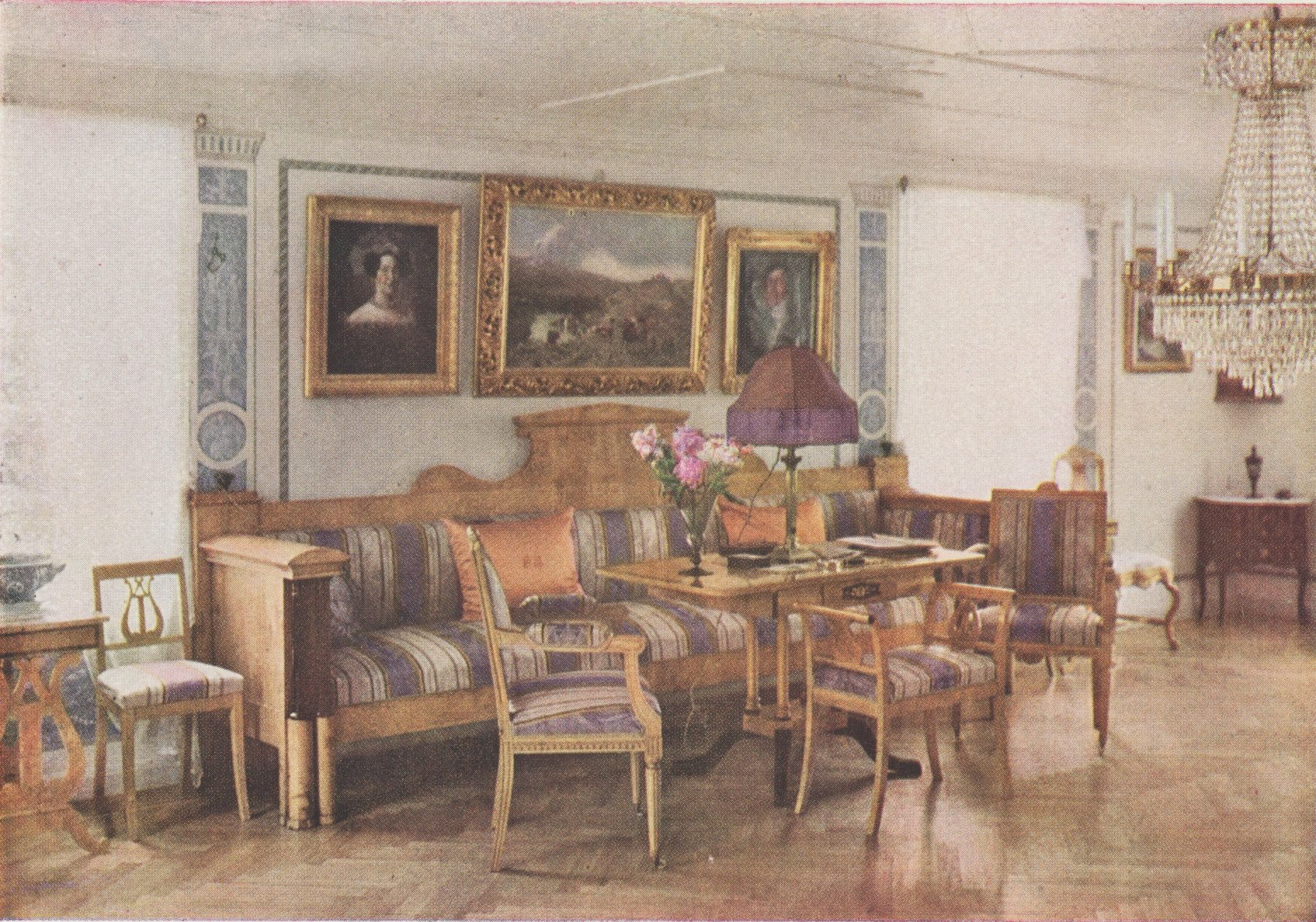
Obývací místnost